# Josef Pencik
Josef Franz Pencik (ur. 2 maja 1904 w Wiedniu, zm. 9 września 1974 tamże) – austriacki zapaśnik walczący w stylu klasycznym. Olimpijczyk z Paryża 1924, gdzie 27. miejsce w wadze piórkowej.

## Letnie Igrzyska Olimpijskie 1924
| Konkurencja          | Rundy eliminacyjne      | Klas. końcowa |
| Konkurencja          | Przeciwnik I            | Miejsce       |
| -------------------- | ----------------------- | ------------- |
| 62 kg styl klasyczny | Domingo Sánchez (ESP) Z | 27.           |